# Karol Godula
Karol Godula (polska pisownia), Karl Godulla (niemiecka pisownia), Carolus Godulla (ur. 8 listopada 1781, zm. 6 lipca 1848 we Wrocławiu) – górnośląski przedsiębiorca. Godula położył znaczne zasługi dla rozwoju gospodarczego Górnego Śląska.

## Życiorys
Został ochrzczony w drewnianym kościele w Przyszowicach (obecnie, przeniesiony, znajduje się w Borowej Wsi). Początkowo chodził do ludowej szkoły w Przyszowicach, później w 1793 r. ze względu na wybitne uzdolnienie dziecka rodzice przenieśli go do gimnazjum cystersów w Rudach Wielkich. Następnie uczył się od 1798 r. w liceum w Opawie.
W 1801 r. Karol Godula rozpoczął pracę u hrabiego von Ballestrema. Dzięki swojej inteligencji szybko awansował na zarządcę majątku hrabiego. W 1809 r. von Ballestrem nadał mu tytuł „Amtmanna” (ekonoma), a 5 lat później mianował go głównym ekonomem swoich  dóbr.
Godula w młodym wieku padł ofiarą brutalnej napaści. Został wówczas nie tylko ciężko pobity, ale i wykastrowany; stracił władzę w jednej ręce i miał od tej pory problemy z poruszaniem się.
W 1812 r. rozpoczęto budowę huty cynku „Karlhütte”. Hutą zarządzał Godula, a w 1815 r. dostał od swojego pracodawcy 28 kuksów (udziałów) w hucie. W 1828 r. otrzymał drugie tyle kuksów w hucie. Karol Godula zaczął pracę na własny rachunek.
Pierwszą kopalnię „Maria” Karol Godula zbudował w roku 1823. Kopalnia zajmowała się wydobyciem galmanu, a działała do 1895 r. Dzięki zarobionym pieniądzom Godula kupił dobra ziemskie: Orzegów, Szombierki, Bobrek, Bujaków. Zakupił także kopalnie „Stein” i „Rosalie” oraz huty „Morgenroth” i „Gute Hoffnung”. Potem do swojego majątku włączył Paniowy. W latach 20. XIX wieku kryzys przeżywały huty cynku. Wielu przedsiębiorców zbankrutowało, jednak Karolowi Goduli udało się wtedy zwiększyć swój majątek.
W dniu śmierci Karola Goduli, jego majątek szacowano na 2 miliony talarów. Na majątek składało się: 19 kopalń galmanu, 40 kopalń węgla kamiennego, 3 huty cynku, 28 kuksów w hucie „Karol”, do tego dochodzą tereny: Orzegów, Szombierki, Bujaków, Bobrek, Paniowy. Dla porównania średnia pensja nauczycielki (bardzo dobrze płatna) rocznie wynosiła około 300 talarów.
Karol Godula zmarł 6 lipca 1848 roku we Wrocławiu, został pochowany w krypcie pod kościołem pw. Najświętszego Serca Pana Jezusa w Bytomiu-Szombierkach.

## Spuścizna

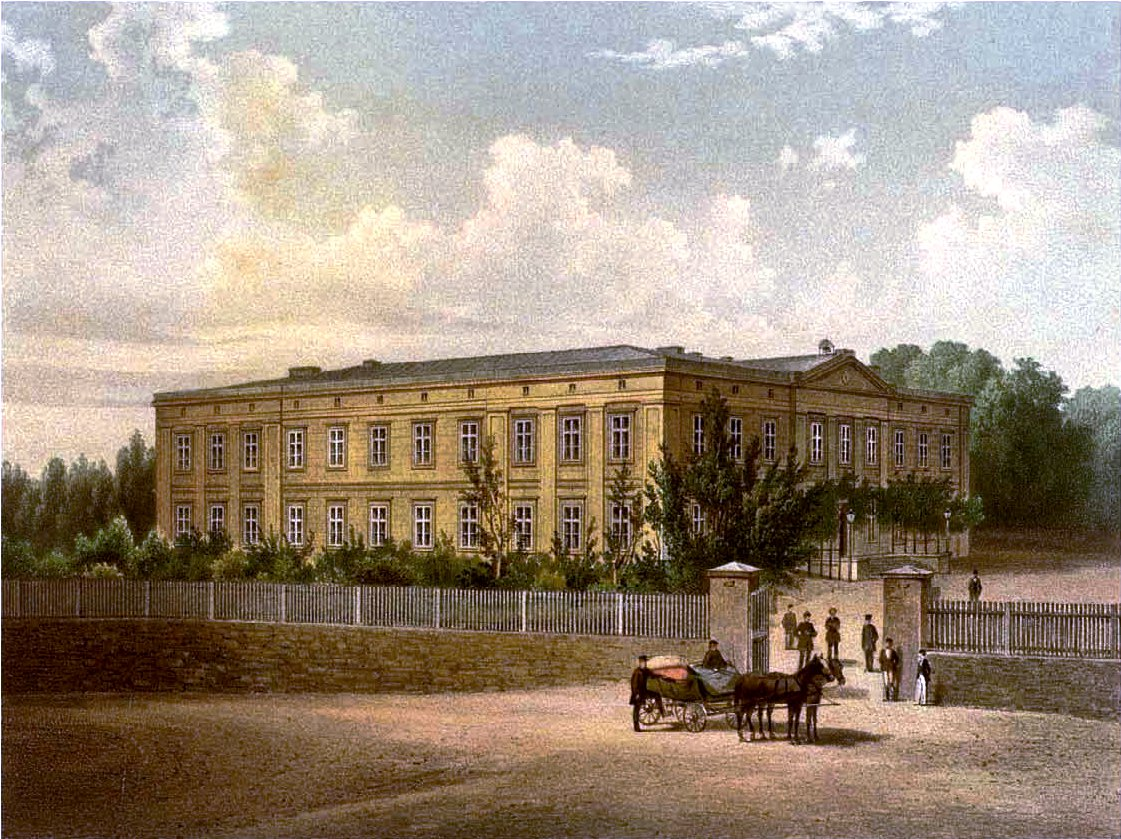
Pałac Goduli w Szombierkach pędzla Alexandra Dunckera

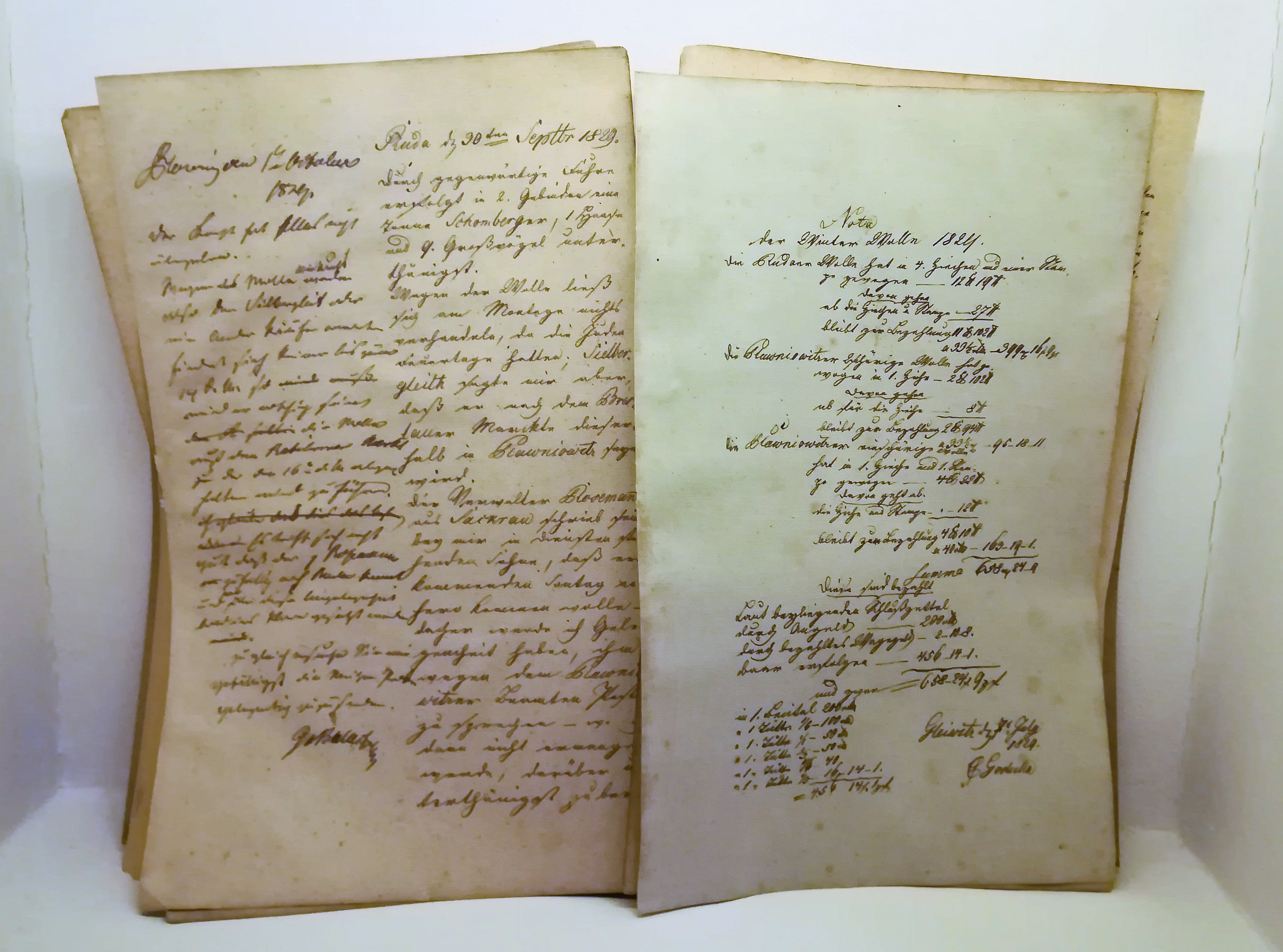
Raporty finansowe Karola Goduli sporządzone w 1826 dla Carla von Ballestrema (pracodawcy, późniejszego partnera w interesach)

Godula praktycznie cały swój majątek zapisał w testamencie niespokrewnionej z nim swojej wychowanicy Joannie Gryzik (wraz z jej ręką majątek odziedziczyła rodzina hrabiów von Schaffgotsch). W 1909 r. Joanna przeniosła jego prochy z Wrocławia, w którym zmarł, do Szombierek.
Dzielnica Rudy Śląskiej (Godula, niem. Godullahütte) jest nazwana jego nazwiskiem. Karol Godula jest patronem Górnośląskiej Wyższej Szkoły Przedsiębiorczości w Chorzowie, Gimnazjum nr 6 w Bytomiu w dzielnicy Szombierki, Zespołu Szkół Ponadgimnazjalnych nr 3 w Rudzie Śląskiej Wirku, Szkoły Podstawowej nr 40 w Rudzie Śląskiej, a także Centrum Edukacji Ekonomiczno-Handlowej w Tarnowskich Górach.
Karol Godula miał pałac w Szombierkach, obecnie w tym miejscu znajduje się Szkoła Podstawowa nr 45 i Przedszkole nr 39.